# لس دودس
لس دودس (انگلیسی: Les Dodds; ۲۰ سپتامبر ۱۹۱۲ – ۲۹ نوامبر ۱۹۶۷) بازیکن فوتبال بود.
از باشگاه‌هایی که در آن بازی کرده‌است می‌توان به باشگاه فوتبال گریمزبی تاون اشاره کرد.